# Eurojust

A Agência da União Europeia para a Cooperação Judiciária Penal (Eurojust) é a agência da União Europeia que se foca em questões judiciais decorrentes nos estados membros. Foi criada em 2002 pela necessidade de reduzir o crime organizado dentro da União Europeia, assim como todas as questões relacionadas com a violação de fronteiras. Esta é uma agência que se inseria no terceiro pilar da organização politica europeia, método que foi abolido em 2009 com o Tratado de Lisboa, substituído então pelo sistema de atribuição de competências.
A Eurojust, em ordem de maximizar a sua eficiência, coopera com organizações extraeuropeias e outras agências que se inserem na União como a OLAF, a Europol e a Rede Judicial Europeia.